# Экспоненциальное распределение
Экспоненциа́льное (или показа́тельное) распределе́ние — абсолютно непрерывное распределение, моделирующее время между двумя последовательными свершениями одного и того же события.

## Определение
Случайная величина {\displaystyle X} имеет экспоненциальное распределение с параметром {\displaystyle \lambda >0}, если её плотность вероятности имеет вид:
{\displaystyle f_{X}(x)={\begin{cases}\lambda \,e^{-\lambda x},&x\geq 0,\\0,&x<0.\end{cases}}}.
Пример. Пусть есть магазин, в который время от времени заходят покупатели. При определённых допущениях время между появлениями двух последовательных покупателей будет случайной величиной с экспоненциальным распределением. Среднее время ожидания нового покупателя (см. ниже) равно {\displaystyle 1/\lambda }. Сам параметр {\displaystyle \lambda } тогда может быть интерпретирован как среднее число новых покупателей за единицу времени.
В этой статье для определённости будем предполагать, что плотность экспоненциальной случайной величины {\displaystyle X} задана первым уравнением, и будем писать: {\displaystyle X\sim \mathrm {Exp} (\lambda )}.

## Функция распределения
Интегрируя плотность, получаем функцию экспоненциального распределения:
{\displaystyle F_{X}(x)=\left\{{\begin{matrix}1-e^{-\lambda x}&,\;x\geq 0,\\0&,\;x<0.\end{matrix}}\right.}

## Моменты
Несложным интегрированием находим, что производящая функция моментов для экспоненциального распределения имеет вид:
{\displaystyle \mathrm {M} _{X}(t)=\left(1-{t \over \lambda }\right)^{-1}},
откуда получаем все моменты:
{\displaystyle \mathbb {E} \left[X^{n}\right]={\frac {n!}{\lambda ^{n}}}}.
В частности,
{\displaystyle \mathbb {E} [X]={\frac {1}{\lambda }}},
{\displaystyle \mathbb {E} \left[X^{2}\right]={\frac {2}{\lambda ^{2}}}},
{\displaystyle \operatorname {D} [X]={\frac {1}{\lambda ^{2}}}}.

## Независимость событий
Пусть {\displaystyle X\sim \mathrm {Exp} (\lambda )}. Тогда {\displaystyle \mathbb {P} (X>s+t\mid X\geqslant s)=\mathbb {P} (X>t)}.
Пример. Пусть автобусы приходят на остановку случайно, но с некоторой фиксированной средней интенсивностью. Тогда количество времени, уже затраченное пассажиром на ожидание автобуса, не влияет на время, которое ему ещё придётся прождать.

## Связь с другими распределениями
- Экспоненциальное распределение является распределением Пирсона типа X[2].
- Минимум независимых экспоненциальных случайных величин также экспоненциальная случайная величина. Пусть {\displaystyle X_{1},\ldots ,X_{n}} независимые случайные величины, и {\displaystyle X_{i}\sim \mathrm {Exp} (\lambda _{i})}. Тогда[3]:

{\displaystyle Y=\min \limits _{i=1,\ldots ,n}(X_{i})\sim \mathrm {Exp} \left(\sum \limits _{i=1}^{n}\lambda _{i}\right).}
- Экспоненциальное распределение является частным случаем гамма-распределения:

{\displaystyle \mathrm {Exp} (\lambda )\equiv \Gamma (1,1/\lambda ).}
- Сумма независимых одинаково распределённых экспоненциальных случайных величин имеет гамма-распределение. Пусть {\displaystyle X_{1},\ldots ,X_{n}} независимые случайные величины, и {\displaystyle X_{i}\sim \mathrm {Exp} (\lambda )}. Тогда:

{\displaystyle Y=\sum \limits _{i=1}^{n}X_{i}\sim \Gamma (n,1/\lambda ).}
- Экспоненциальное распределение может быть получено из непрерывного равномерного распределения методом обратного преобразования. Пусть {\displaystyle U\sim U[0,1]}. Тогда:

{\displaystyle X=-{\frac {1}{\lambda }}\ln U\sim \mathrm {Exp} (\lambda ).}
- Экспоненциальное распределение с параметром {\displaystyle \lambda =1/2} — это частный случай распределения хи-квадрат:

{\displaystyle \mathrm {Exp} (1/2)\equiv \chi ^{2}(2).}
- Экспоненциальное распределение является частным случаем распределения Вейбулла.
- Пусть {\displaystyle X_{1},\ldots ,X_{n}} независимые случайные величины, и {\displaystyle X_{i}\sim \mathrm {Exp} (\lambda )}и {\displaystyle Y=\max {X_{1},...,X_{n}},Z=X_{1}+{\frac {X_{2}}{2}}+...+{\frac {X_{n}}{n}}}. Тогда:

{\displaystyle P(Y<t)=(1-\exp(-\lambda t))^{n},P(Z<t)=(1-\exp(-\lambda t))^{n}.}